# شهرستان یالوتوروفسکی
شهرستان یالوتوروفسکی (به لاتین: Yalutorovsky District) یک شهرستان در روسیه است که در استان تیومن واقع شده‌است.